# Die Bosniaken kommen

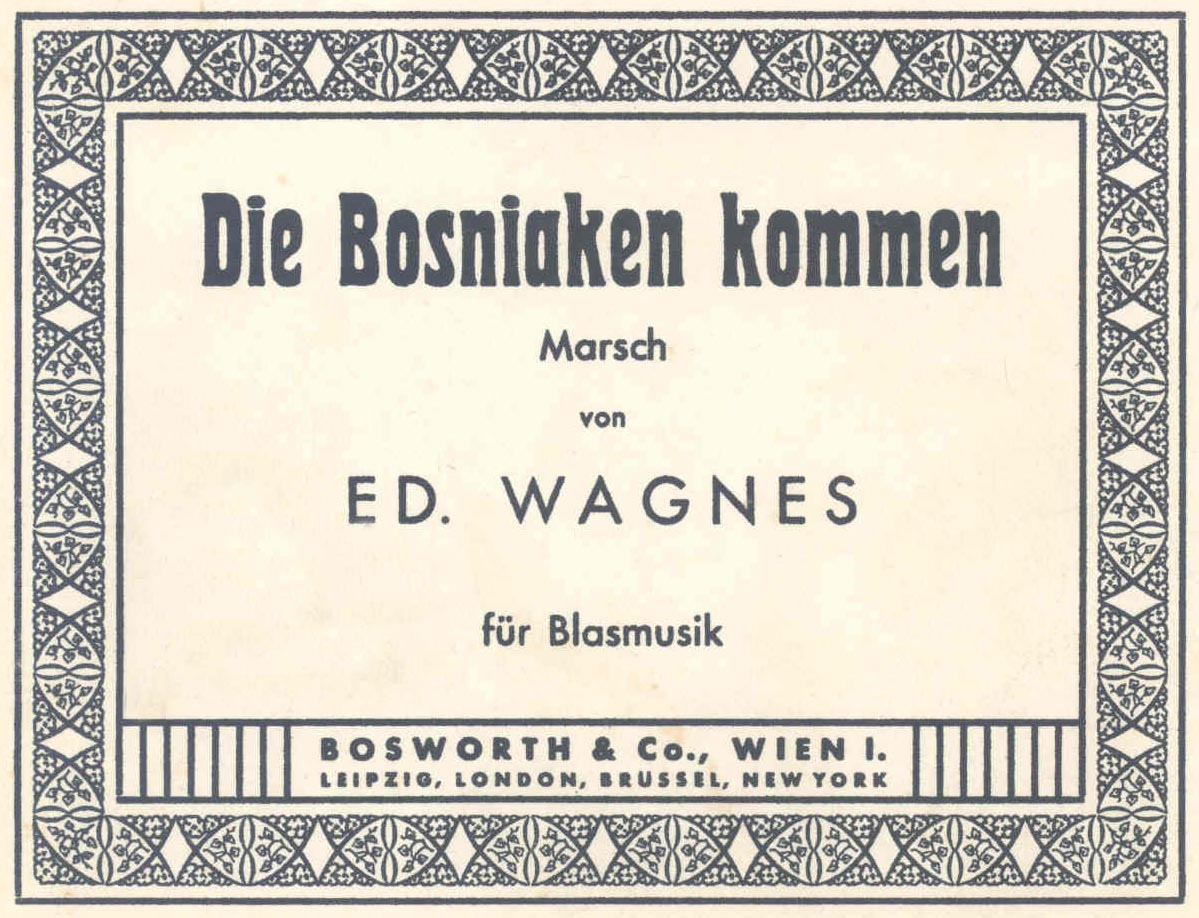
Die Bosniaken kommen

Die Bosniaken kommen ist ein Militärmarsch, der 1895 von dem Komponisten Eduard Wagnes komponiert wurde. Der Marsch wurde für die k.u.k. Armee komponiert und erklang erstmals, als das Bosnisch-hercegovinische Infanterie-Regiment Nr. 2, bei dem Wagnes Militärkapellmeister war, in Graz einmarschierte. Er ist derzeit der Traditionsmarsch des Fernmeldebataillons 1 in Villach.